# Veinte pasos para la muerte
Veinte pasos para la muerte es una película wéstern italo-española de 1970 dirigida por Manuel Esteba y protagonizada por Dean Reed, Alberto Farnese, Patty Shepard, Luis Induni, Marta May, Maria Pia Conte, Tony Chandler y César Ojinaga. Fue escrito por Ignacio F. Iquino y Giuseppe Rosati, compuesto por Enrique Escobar y editado por Luis Puigvert y Francisco Bertuccioli.
Está producida por la empresa IFI Prodccuión en España y Admiral International Film en Italia.

## Argumento
Kellaway, un sargento del ejército confederado, es engañado por dos antiguos camaradas suyos. Cuando descubre la traición, mata a uno de ellos y al otro lo deja atado para que la justicia lo detenga. De regreso a casa, Kellaway recoge a un niño mestizo enterrado hasta el cuello al borde de la muerte. Cuando el pequeño se hace mayor, el hombre al que Kellaway dejó atado regresa para vengarse.

## Reparto
- Dean Reed como Mestizo.
- Alberto Farnese como Aleck Kellaway.
- Patty Shepard como Deborah.
- Luis Induni
- Maria Pia Conte como Hazel.
- Marta May
- Tony Chandler
- César Ojinaga como Clegg.
- Alejandro Ulloa
- Gustavo Re como Eugene.
- Ignasi Abadal como Cedric Whitefield.
- Gaspar Indio González
- Elena Pironti
- Fernando Rubio
- Antonio Molino Rojo[8]
- Ángel Lombarte
- Marta Flores como Sra. Fox.
- Alberto Severi
- Fernando de Miragaya
- Miguel Muniesa como Oficial de la Unión.
- Lluís Nonell como Sheriff.
- Juan Miguel Solano